# Aristomene di Alizia
Arsitomene (in greco antico: Ἀριστομένης?, Aristoménēs; Alizia, ... – ...; fl. 204-192 a.C.) è stato un militare e funzionario egizio, reggente di Tolomeo V Epifane.

## Biografia
Aristomene era un uomo di origine acarnania, figlio di un certo Mennea, che si era inserito alla corte di Tolomeo V quale amico del potente ministro Agatocle, ucciso nel 203 a.C. Aristomene diventò sacerdote eponimo di Alessandro nel 204/203 a.C. e somatophylax nel 203 a.C. Nel 201 a.C. ascese al potere, diventando reggente del giovane re al posto di Tlepolemo. Nel 197 a.C. Tolomeo assunse lui stesso il potere avendo raggiunto l'età di dodici anni e Aristomene fu soppiantato nel suo ruolo di ministro da Policrate di Argo. Quando il re diventò adulto il ministro iniziò ad essere scomodo per molti cortigiani che, dicendo al re che Aristomene si prendeva troppe libertà, fecero in modo da farlo uscire definitivamente dalla vita politica nel 192 a.C.